# Corallistes multituberculatus
Corallistes multituberculatus är en svampdjursart som beskrevs av Claude Lévi 1983. Corallistes multituberculatus ingår i släktet Corallistes och familjen Corallistidae.
Artens utbredningsområde är havet kring Nya Kaledonien. Inga underarter finns listade i Catalogue of Life.